# Fenómeno entóptico del campo azul

Simulación del fenómeno entóptico del campo azul. Nótese la escala de los puntos blancos en relación con las manos.

El fenómeno entóptico del campo azul o fenómeno de Scheerer (por el oftalmólogo alemán Richard Scheerer, quien fue el primero en prestarle atención clínicamente en 1924) es la aparición de pequeños puntos brillantes moviéndose rápidamente a lo largo de líneas onduladas en el campo visual, sobre todo cuando se mira hacia una luz azul brillante como la del cielo. Los puntos son de vida corta, visibles por un segundo o menos, y viajando pequeñas distancias a lo largo de caminos curvados aparentemente azarosos. Algunos de ellos siguen el mismo recorrido que sus predecesores. Los puntos pueden estar alargados en su recorrido como pequeñas lombrices. Aparecen alrededor del centro del campo visual, entre 10 y 15 grados con respecto al punto de fijación. Los ojos izquierdo y derecho ven puntos diferentes y una persona que tenga los dos ojos abiertos ve una mezcla.
La mayoría de la gente es capaz de ver este fenómeno al mirar al cielo. Sin embargo, es más bien débil y mucha gente no lo nota hasta que se le pide que le preste atención.

## Explicación

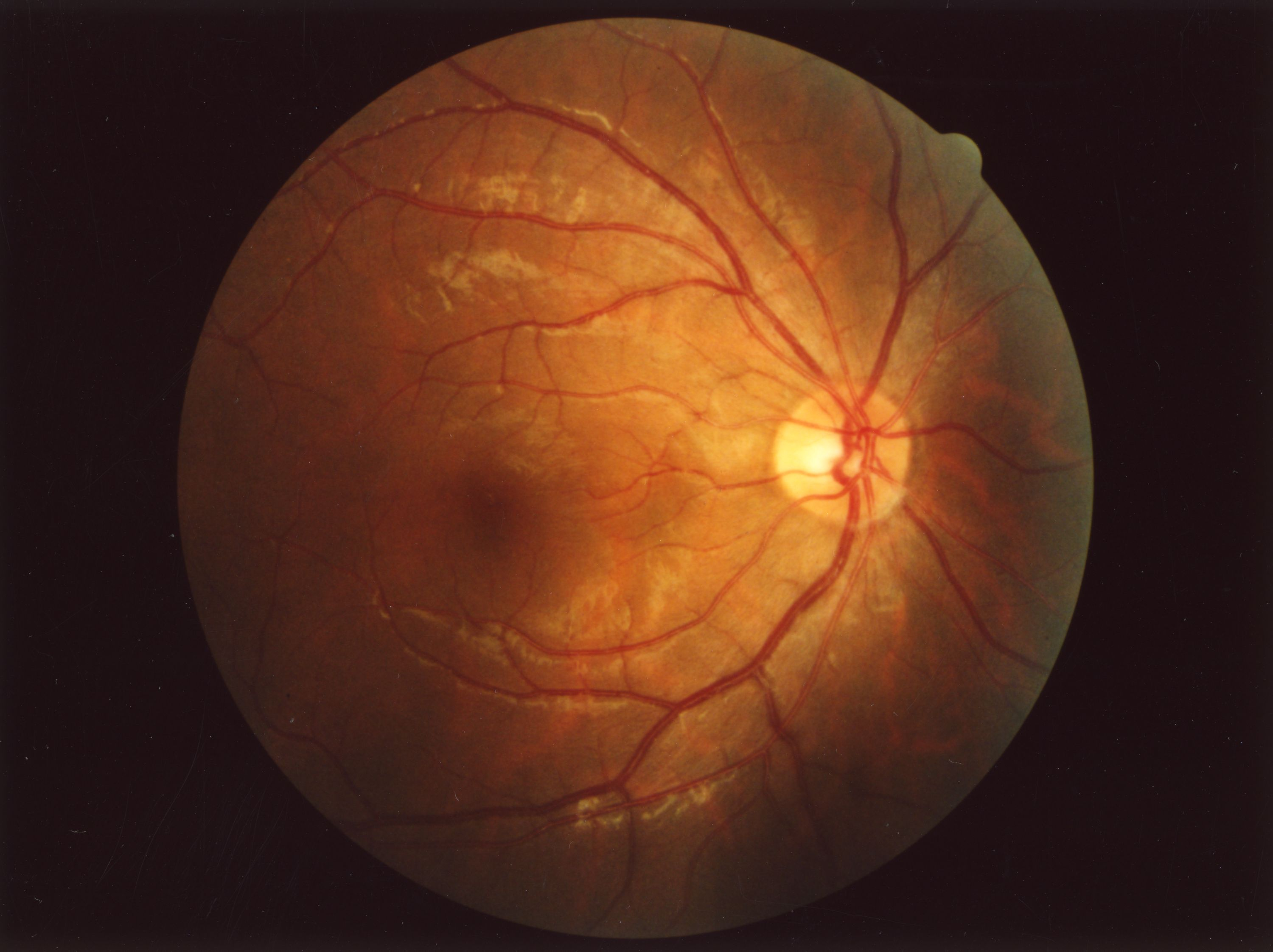
Retinografía que muestra los vasos sanguíneos que se encuentran delante de la retina. Su sombra es la causa del fenómeno entóptico del campo azul.

Los puntos brillantes son glóbulos blancos moviéndose en los capilares que se encuentran delante de la retina del ojo humano. La luz azul (longitud de onda óptima: 430 nm) es absorbida por los glóbulos rojos de dichos capilares. El ojo y el cerebro "editan" las líneas de sombra de los capilares, en parte por la adaptación de las células fotorreceptoras situadas detrás de los capilares. Los glóbulos blancos, que son mucho menos  que los rojos y no absorben la luz azul, crean vacíos en las columnas sanguíneas que parecen puntos blancos. Estos vacíos son alargados porque un leucocito esférico es demasiado ancho para el capilar. Los hematíes se apilan detrás del leucocito, dando el aspecto de una cola oscura. Este comportamiento de los glóbulos en los capilares de la retina se ha observado directamente en sujetos humanos mediante oftalmoscopia láser de barrido (SLO) de óptica adaptativa, una técnica nueva de imágenes en tiempo real para examinar el flujo sanguíneo en la retina. Los puntos no aparecen en el mismo centro del campo visual porque no hay vasos sanguíneos al tratarse de la zona avascular de la fóvea.

## Entoptoscopia del campo azul
En la técnica conocida como Entoptoscopia del campo azul, se aprovecha el efecto producido por el fenómeno de Scheerer para estimar el flujo sanguíneo en los capilares retinales. Al paciente se le muestran alternadamente luz azul y una imagen generada por ordenador de puntos movedizos. Ajustando la velocidad y densidad de estos puntos, el paciente intenta igualar lo más posible la simulación de computadora a los puntos entópicos percibidos en la luz azul.

## Diferencia con otros fenómenos entópticos
El fenómeno de Scheerer se puede distinguir fácilmente de las miodesopsias (moscas volantes). El fenómeno de Scheerer consiste en corpúsculos de diámetro y enfoque visual idénticos, de puntos simples o con forma de lombriz, más brillantes que el fondo. Si el ojo deja de moverse, los puntos siguen fluyendo. Si el ojo se mueve, los puntos lo siguen instantáneamente porque están contenidos en la retina. Por el contrario, las miodesopsias son manchas o hilos de diámetro variable y enfoque visual variable, algunos con figuras complejas, más oscuros que el fondo. Si el ojo para de moverse, las miodesopsias se estabilizan. Si el ojo se mueve, las miodesopsias lo siguen lentamente, ya que están contenidas en el humor vítreo el cual está sujeto a la inercia.
Por otro lado, hay que distinguir los fosfenos, causados por  la estimulación mecánica, eléctrica o magnética de la retina, del fenómeno de Scheerer.